# Rio Hanciu Mare
O Rio Hanciu Mare é um rio da Romênia, afluente do Tişiţa Mare, localizado no distrito de Vrancea.